# Jean-Englebert Pauwels
Jean-Englebert Pauwels (Brussel·les, 29 de novembre, 1768 - Brussel·les, 4 de juny, 1804) fou un compositor i violinista belga.
El seu pare, Jean Pauwels, era un baixista, i el seu germà gran, Jean-Joseph Pauwels, era un baix i un violinista en la capella reial del governador austríac del sud dels Països Baixos. De nen era un bon violinista, i va rebre lliçons d'harmonia amb I. Vitzthumb. En 1788, poc abans de la Revolució Brabant (1789/90), Pauwels va anar a París, on va estudiar composició amb Lesueur, i ocupà una plaça de violinista a l'òpera italiana del Teatre Feydeau de París. El 1790 a causa d'una aventura amorosa amb una jove actriu, deixà la capital de França i marxà a Estrasburg, i va ocupar la plaça de director de l'orquestra al teatre Estrasburg. La família assolí apartar-lo d'aquella dona, i Pauwels retornà l'any següent va tornar a Brussel·les, on es va convertir fàcilment en primer violí del teatre de la capital belga, i, en 1794, va assolir el càrrec de dirigir l'orquestra del teatre de l'Opera. Hasse, qualificà Pauwels de distingit músic especialment en l'organització de concerts, en els quals es donava una perfecta interpretació tècnica a les obres executades.
Després d'això va passar molt temps component i les seves tres òperes, La Maisonette dans le Bois; L'Auteur malgre lui; i Leontine et Fonrose, una òpera de quatre actes, considerada la seva obra mestra, es va produir amb èxit a Brussel·les entre 1791 i 1800. També va escriure concerts; tres quartets de corda; i sis duets per a violí; un concert per a violí i orquestra, un altre per a corn i orquestra, tres poloneses per a veu de soprano i orquestra, L'amitié (duet per a soprano i tenor, amb orquestra) tot això imprès a París, a més de simfonies; concerts de violí, misses manuscrites i algunes òperes més de poc mèrit.